# Внутренний терроризм

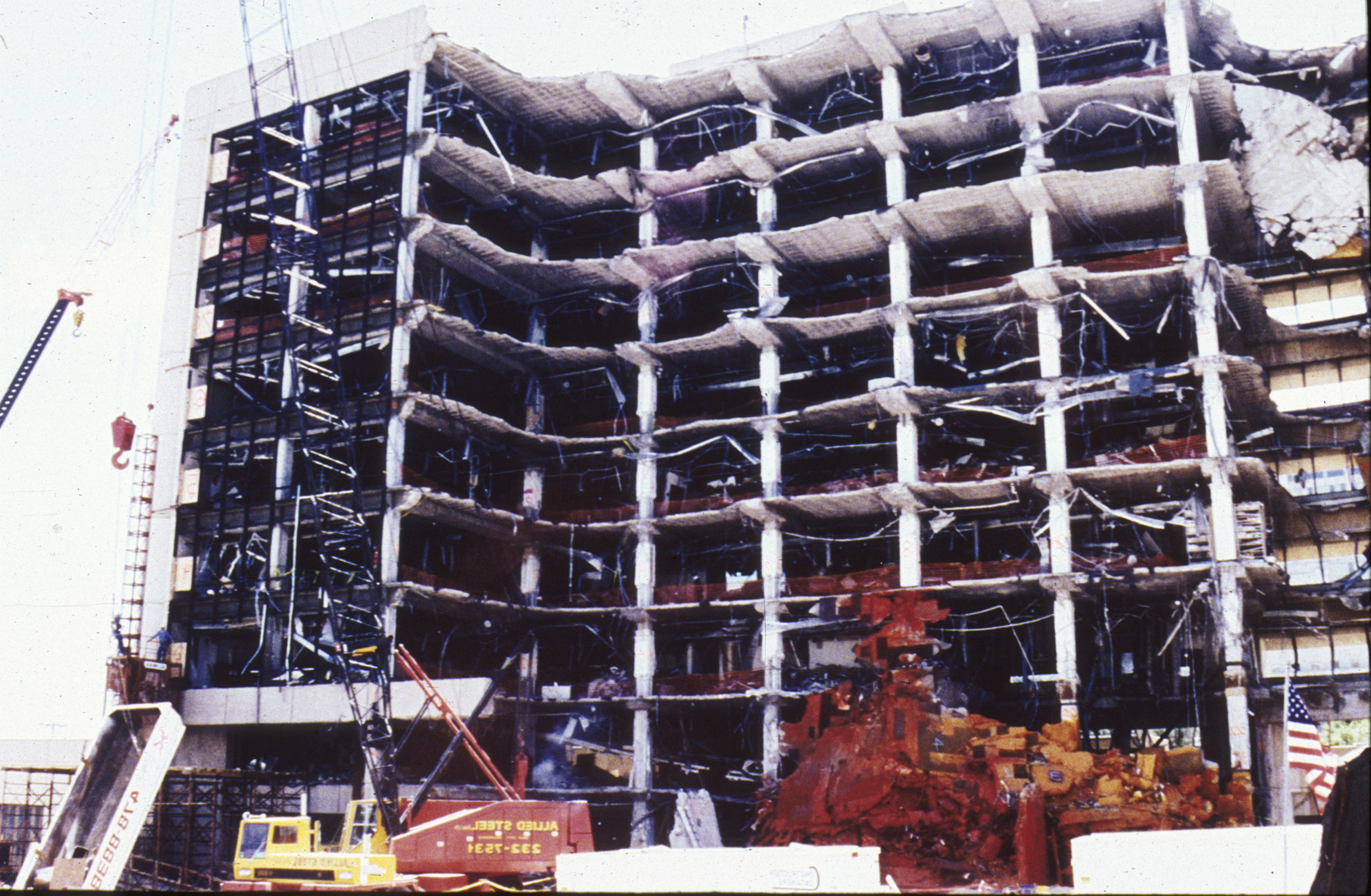
Последствия взрыва федерального здания в Оклахоме (апрель 1995)

Вну́тренний террори́зм является формой политического террора, когда жертвами становятся сограждане, а не иностранцы.
Наряду с международным терроризмом данный вид преступной деятельности получил широкое распространение в 90-е годы.

## Краткое определение термина
Многие юристы считают, что внутренний терроризм затрагивает граждан одной страны.
Его не следует путать с исламским экстремизмом, бросающем вызов всей западной цивилизации.
После принятия в США «Патриотического акта» в октябре 2001 года внутренний терроризм стал определяться как противоправные действия жителей отдельных районов и территорий, опасные для жизней и здоровья окружающих. В то же время, международный терроризм признаётся трансграничным явлением, нарушающим общефедеральные законы. Одним из проявлений внутреннего терроризма в США считается убийство федеральных агентов или причинение вреда федеральной собственности. В некоторых штатах внутренний терроризм приравнивают к транснациональному.
Все проявления политического террора и религиозного экстремизма находятся в ведении Министерства внутренней безопасности. При этом в США чётко различают антиправительственные выступления и этнические расистские нападки.

## Типология явления

### Одинокие волки
Теракт, совершённый одним исполнителем в Америке классифицируют как общественно опасное уголовное преступление на почве политического экстремизма либо религиозного фундаментализма.

### Радикальные группировки
Уже в годы холодной войны многие политические конфликты приводили к массовым насильственным проявлениям. Стрельба в школах, беспорядки на улицах студенческих кампусов, драки ветеранов боевых действий с полицейскими силами правопорядка — всё это означало внутренний терроризм в XX веке. Новый век принёс и новые проблемы : радикализация молодёжи из-за престижного социального статуса «ЛИДЕР ОБЩЕСТВА», сегрегация населения городов по этническому принципу (и столкновения на этой почве), героизация экстремизма в тюрьмах и на телеэкранах, склонность к домашнему насилию, ненависть к иностранцам.

### Идеологические спонсоры терроризма
Самые известные на сегодняшний день создатели идеологических основ для экстремистских политических целей : Усама бен Ладен (основал в августе 1988 года международную террористическую сеть «Аль-Каида»), Абу Мусаб аз-Заркави (возглавил Армию Джихада в 1999 году) и Абу Бакр аль-Багдади (первый халиф террористической группировки ИГИЛ). В XXI веке растёт роль интернет-технологий в вербовке сторонников боевых акций против правительственных сил.

## Ряд исторических примеров

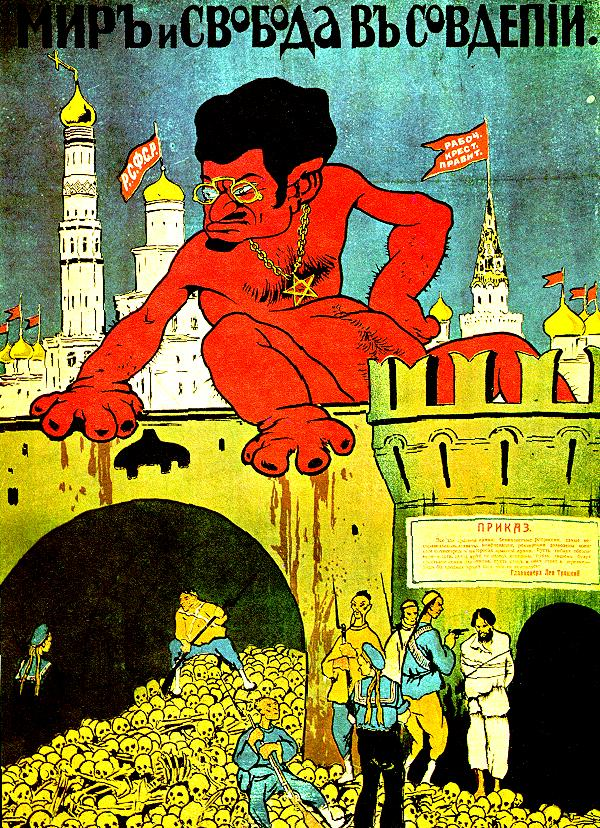
Красный террор времён Троцкого (агит.плакат)

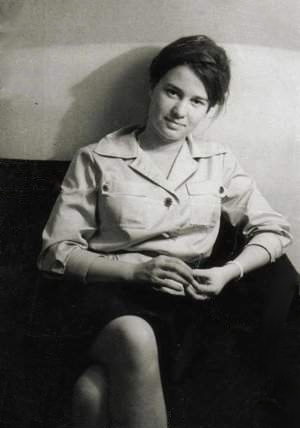
Ульрика Майнхоф в тюрьме (1972—1976) в ФРГ

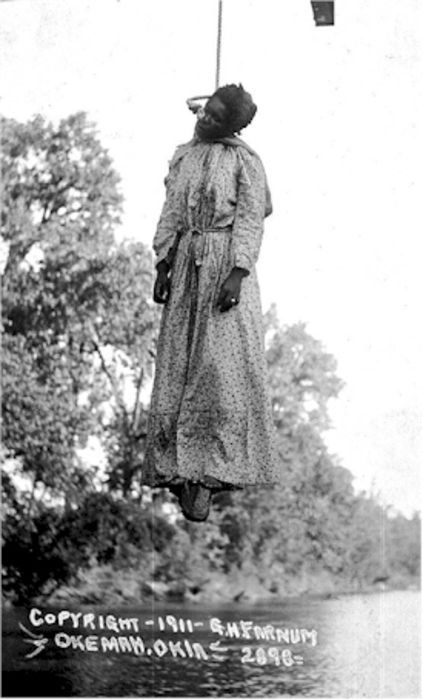
Самая обычная жертва суда Линча в США

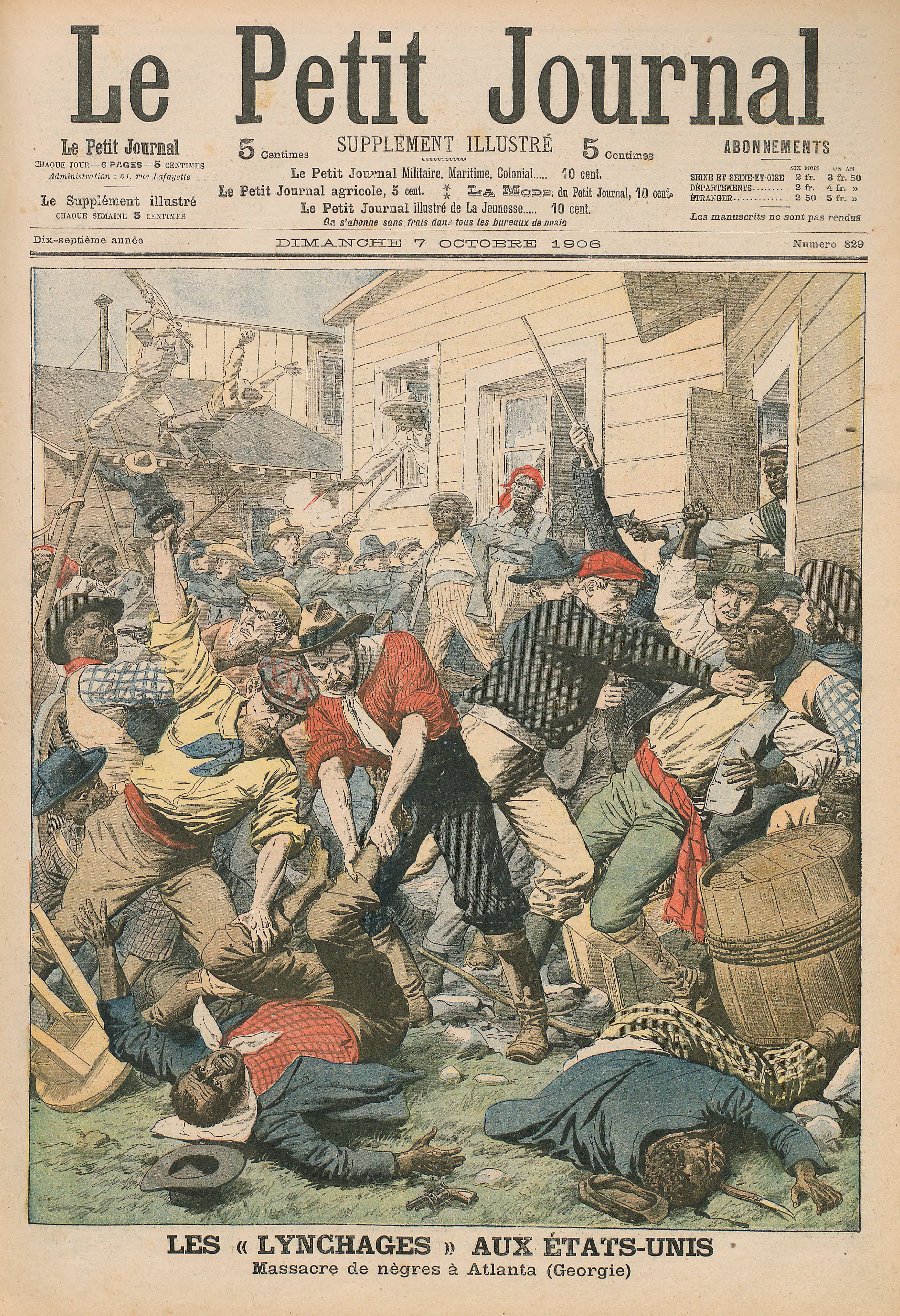
Расовые беспорядки на юге США (XX век)

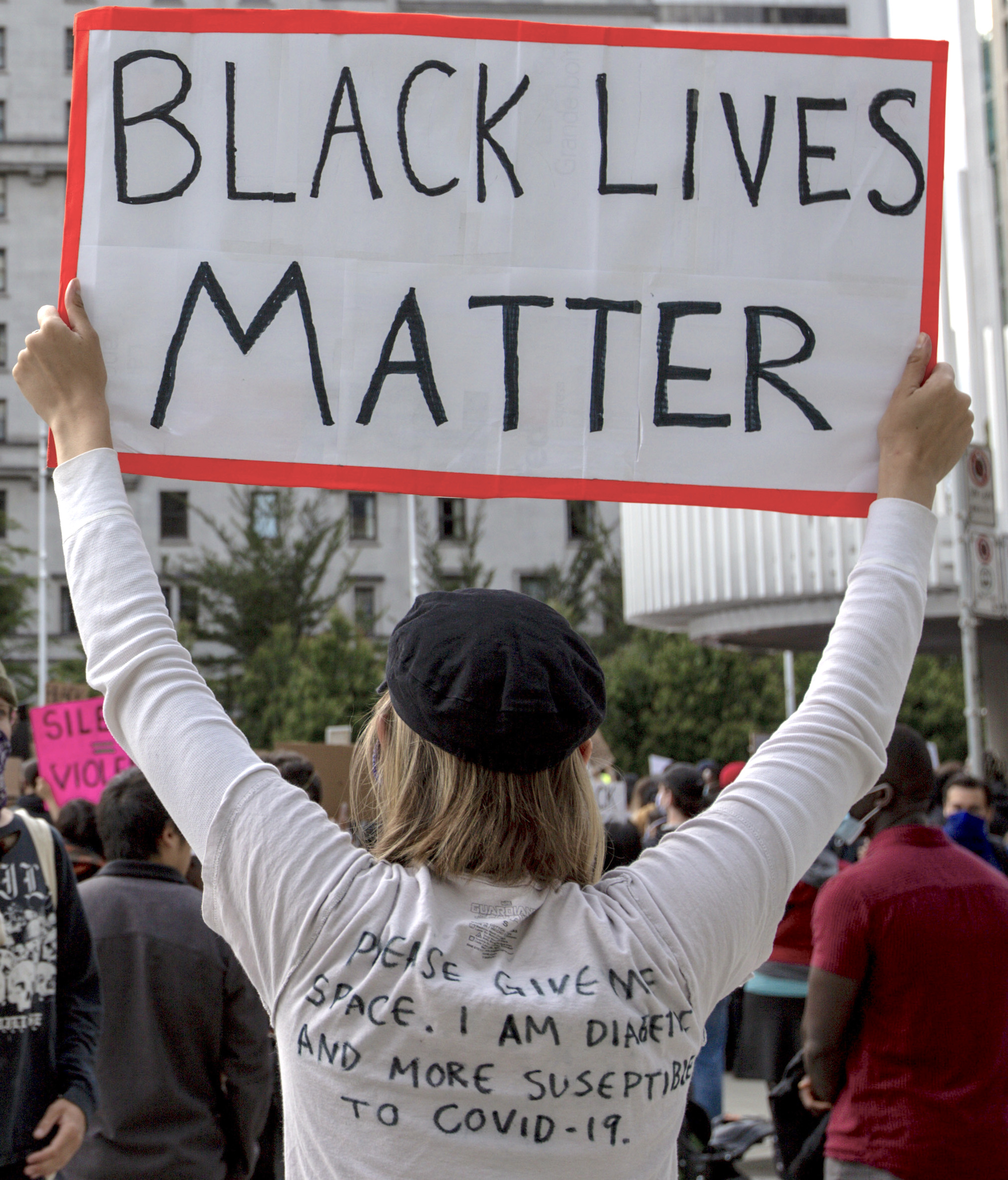
Движение Black Lives Matter на улицах Северной Америки (лето 2020 года)

### Отечественная история
Россия Царская
- Убийство Александра II 1 марта 1881 года : см. также народовольцы-первомартовцы
- Покушение на Александра III 1 марта 1887 : см. также Ульянов, Александр Ильич
- Убийство Столыпина 1 сентября 1911 : см. также Богров, Дмитрий Григорьевич

Россия Советская
- Троцкий (7.XI.1879—21.VIII.1940) лишён советского гражданства в 1932 г.
- Власов (1.IX.1901—1.VIII.1946) перешёл на сторону врага летом 1942 г.
- Солженицын (11.XII.1918—3.VIII.2008) выслан из СССР 13 февраля 1974 г.

Россия Современная
- Теракт в Петербургском метрополитене (2017)
- Теракт в Керченском колледже (2018)
- Теракт в Казанской гимназии (2021)

Белоруссия (Рэспублiка Беларусь)
- Исчезновения людей в Белоруссии
- Теракт в Минском метро 11 апреля 2011 : 15 погибших, 203 ранено
- Массовые акции уличного протеста (2020—2021)

Средняя Азия
- Революция в Кыргызстане (2010)
- Революция в Кыргызстане (2020)
- Протесты в Казахстане (2022)

### Всемирные новости
Австралия и Новая Зеландия
- Захват заложников в Сиднее: декабрь 2014
- Стрельба в мечетях Крайстчерча : март 2019

Арабские государства (после 622 года)
- Религиозное насилие в крупных городах (взрывы заминированных автомобилей в Зелёной зоне Багдада 19 августа 2009 года; погибли и получили ранения порядка 550 человек).

Афганские государства (с 1823 года)
- Регулярные теракты в Кабуле

Африка
- нападения группировки Боко Харам (Нигерия) на христианские школы, похищение учеников, убийства учителей.

Европа
- леворадикальная организация RAF (1968—1998) : около сотни боевиков (похищения, теракты и самоубийства).
- Свинцовые семидесятые в Италии : разборки между неофашистами и Красными бригадами.
- Два теракта Брейвика (Норвегия) 22 июля 2011 : 77 погибших, 319 раненых.
- Террористический акт в редакции журнала «Charlie Hebdo» 7 января 2015 : погибло 12 парижан.
- Нападение на парижский театр «Батаклан» 13 ноября 2015 : убито 130, ранено 416.
- Нападение на Церковь Свидетелей Иеговы в Гамбурге 9 марта 2023 : убито 7, ранено 25.
- Массовые беспорядки во Франции (июнь 2023) : ранено более 250 полицейских, арестовано около тысячи протестующих.

Израиль
- Стрельба на Храмовой горе 14 июля 2017 : погибло двое полицейских.

Канада
- Штурм здания парламента в Оттаве 22 октября 2014 : погибло двое (включая нападавшего).
- Стрельба в мечети Квебек-Сити 29 января 2017 : шесть погибших.

Китай
- События на площади Тяньаньмэнь (1989)
- Теракт в Куньмине 1 марта 2014 : погибло около 30 чел., ранено 143.
- Беспорядки в Гонконге (2019)

Латинская Америка
- Нарковойна в Мексике (с декабря 2006 г.)
- Война с наркокартелями в Колумбии (с начала 1970-х годов)
- Политические волнения в Венесуэле (с февраля 2014 г.)

США
- 1780 Первый суд Линча в истории США
- 1831 Первая расовая война (Восстание Ната Тёрнера)
- 1849 Восстание шахтёров в Сан-Франциско
- 1859 Штурм арсенала в Харперс-Ферри
- 1865 Убийство Авраама Линкольна
- 1873 Бунт в Колфаксе (штат Луизиана) убито трое белых и около сотни чёрных избирателей.
- 1875 Зарождение военизированной организации «Красные рубашки»
- 1886 Взрыв бомбы на площади Хеймаркет (Чикаго)
- 1920 Взрыв бомбы на Уолл-стрит (Нью-Йорк)
- 1921 Расовые погромы в Талсе (штат Оклахома)
- 1955 Акции гражданского неповиновения (Монтгомери, Алабама)
- 1966 зарождение афро-американской группировки «Чёрная Герилья»
- 1968 появление на Брайтон-Бич молодёжной Лиги по защите евреев
- 1969—1977 Синоптики (антивоенная группировка Weather Underground)
- 1983—1984 «Молчаливое Братство» (Денвер, Колорадо)
- 1992 Массовые столкновения в Лос-Анджелесе : 63 погибших
- 1995 Теракт в Оклахома-Сити : 168 погибших[16]
- 1996 Взрыв бомбы в Олимпийском Парке Атланты (Джорджия)[17]
- 1999 Стрельба в Еврейском Центре в Лос-Анджелесе (арийские нацисты)
- 1999 Массовое убийство в школе «Колумбайн» (Харрис и Клиболд)
- 2002 Дело о «вашингтонском снайпере» («Нация ислама»)
- 2007 Массовое убийство в Виргинском политехническом институте
- 2008 Заговор с целью убийства президента США Барака Обамы (нео-нацисты из Теннесси)
- 2009 Массовое убийство на военной базе Форт-Худ (Техас)
- 2010 Таран самолётом Налогового управления США (Остин, Техас)
- 2011 Покушение на политика Габриэль Гиффордс (Тусон, Аризона)
- 2012 Стрельба в храме сикхов (Ок-Крик[англ.], Висконсин)
- 2013 Взрывы на Бостонском марафоне[18]
- 2014 Стрельба в центре еврейской общины в Оверленд-Парке (штат Канзас)
- 2015 Массовое убийство в Сан-Бернардино (Калифорния)[19]
- 2016 Массовое убийство в Орландо (Флорида)[20]
- 2017 Убийство на почве расовой дискриминации (Университет Мэриленда)
- 2018 Посылки с бомбами в адрес демократической оппозиции
- 2019 Поджог мечети Эскондидо (Сан-Диего, Калифорния)
- 2020 Массовые беспорядки в Америке после убийства Джорджа Флойда
- 2021 Захват Капитолия 6 января (Вашингтон, округ Колумбия)[21][22]
- 2022 Стрельба в Нью-Йорксом метрополитене 12 апреля (город Нью-Йорк)
- 2022 Массовое убийство в Буффало 14 мая (штат Нью-Йорк)
- 2022 Массовое убийство в начальной школе «Робб» (штат Техас)
- 2022 Перестрелка на паркинге «Бидонвилль» ранен полисмен[23]
- 2024 Стрельба в христианской школе «Изобилие жизни» (Мэдисон, штат Висконсин)
- 2025 Вооружённые нападения на депутатов Законодательного собрания Миннесоты

Соединённое Королевство Великобритании и Северной Ирландии
- Ирландская республиканская армия (с апреля 1916 года): см. также Пасхальное восстание (1916)
- Взрывы в лондонском метро 7 июля 2005: погибло 56, ранено свыше 700.
- Теракт на Лондонском мосту 3 июня 2017: 8 погибших, 48 раненых.

Япония
- Сектанты «Аум синрикё»: Газовая атака в токийском метро (20 марта 1995)
- Монархисты из тайного общества молодых офицеров: их жертвами стали министры Сайто Макото, Такахаси Корэкиё.